# 富井清
富井 清（とみい きよし、1903年（明治36年）3月28日 - 1974年（昭和49年）5月19日）は、日本の政治家、医師、尺八奏者。1967年から1971年まで京都府京都市長を1期4年務める。医学博士。富井舜山とも号す。

## 来歴
三重県生まれ。1925年（大正14年）金沢医科大学医学専門部を卒業後、京都府立医科大学眼科副手を経て、京都府保険医協会理事長や京都府医師会長、京都府公安委員を歴任。
1967年1月8日、京都市長の井上清一が在職中に死去。井上の死去に伴って2月26日に行われた京都市長選挙挙に、日本社会党・日本共産党や府市内の労働組合に加え府医師連盟などで作る「全京都市民会議」に推されて立候補。翌27日に開票され、自由民主党・民社党が推薦する前京都市交通局長の八杉正文との一騎打ちを制し、初当選を果たした。
市長在任中は心身障害者扶養共済事業条例（市単独事業）施行や全国初のろうあセンター（現・京都市聴覚言語障害センター）開設に踏み切るなど、福祉を重視した政策を展開。また、同じく革新系の知事蜷川虎三と共に無担保無保証人融資制度を開始し、同制度は後に全国へと広がった。
1970年、市議会に上程された交通再建計画案（赤字を抱える京都市電を早期撤去し、給与のベースアップに回す内容）をめぐり与党の共産党と対立した。同年9月5日に病に倒れ、9月28日開会の市議会定例会では助役の舩橋求己が市長職務代理者を務めた。
1971年の京都市長選挙には不出馬。そのまま政治の世界から遠ざかった。
1974年5月19日、急性気管支肺炎のため京都市伏見区の自宅で死去。71歳。

## 人物
医師、政治家としてのキャリアの他に尺八奏者としても活躍した。17歳にして手本を頼りに独学で尺八を会得し、1921年都山流藤井隆山に入門以来、1924年に奥伝、1931年に師範、1937年に大師範、1941年には最高の称号である竹淋輔が与えられる。都山流の発展に尽力した。清香会のオーガナイザーとして三好芫山や小山菁山ら後進を育成、京都三曲界の重鎮となる。

## 関連人物
- 蜷川虎三
- 高山義三